# سکه دلار (ایالات متحده)

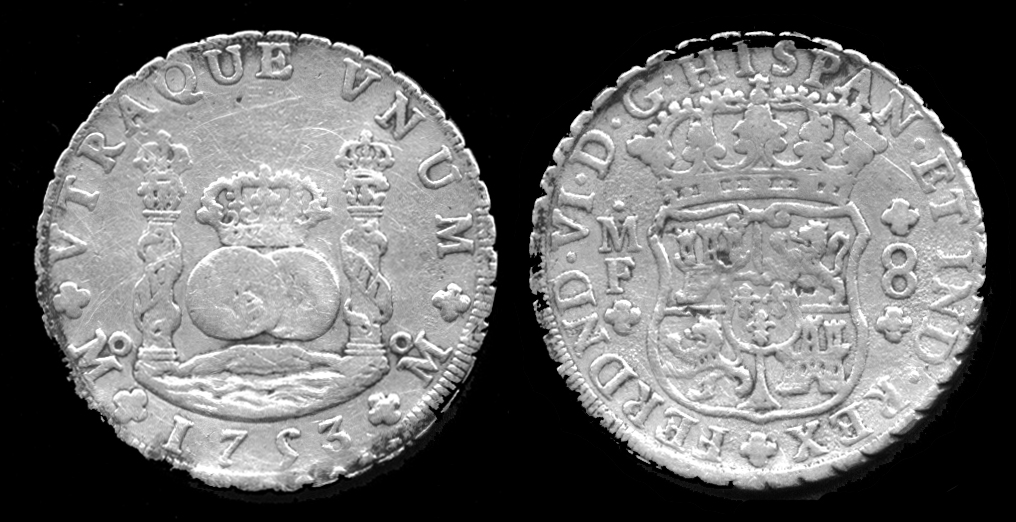
دلار اسپانیا اساس دلار نقره‌ای ایالات متحده بود.

سکه دلار (انگلیسی: Dollar coin) یک سکه ایالات متحده آمریکا با ارزش اسمی یک دلار آمریکا است. سکه‌های یک دلاری در ایالات متحده در نسخه‌های طلا، نقره و فلزات پایه ضرب شده‌است. سکه‌های یک دلاری اولین بار در سال ۱۷۹۴ در ایالات متحده ضرب شد.
در حالی که دلارهای طلای واقعی دیگر ضرب نمی‌شوند، دلارهای ساکاگاویا، ریاست جمهوری و دلار نوآوری آمریکا به دلیل رنگشان گاهی به عنوان دلار طلایی شناخته می‌شوند. دلارهای طلایی مانند چندین سکه دیگر از سکه‌های ایالات متحده، از نظر قطر و رنگ مشابه همتای کانادایی خود هستند (معروف به "loonie"، که سیزده سال قبل از دلار ساکاگاویا پیش از آن است). با این حال، برخلاف سکه‌های ۱۱ وجهی دلار کانادا، سکه‌های "دلار طلایی" ایالات متحده گرد هستند.
سکه‌های دلاری از زمان پیدایش هرگز در گردش رایج نبوده‌اند. علی‌رغم تلاش‌های دولت برای ترویج استفاده از آنها برای صرفه‌جویی در هزینه چاپ اسکناس‌های یک دلاری، مانند برنامه سکه یک دلاری ریاست جمهوری، اکثر آمریکایی‌ها در حال حاضر از این اسکناس استفاده می‌کنند. به همین دلیل، ضرابخانه از ۱۱ دسامبر ۲۰۱۱ سکه‌های یک دلاری برای گردش عمومی تولید نکرده‌است و تمامی سکه‌های یک دلاری تولید شده پس از آن تاریخ، به‌طور خاص برای مجموعه داران بوده‌است. این سکه‌های کلکسیونی را می‌توان مستقیماً از ضرابخانه سفارش داد، در حالی که یک دلارهای گردشی قبل از سال ۲۰۱۲ را می‌توان از اکثر بانک‌های ایالات متحده دریافت کرد.